# Pogrom de Kielce
El pogrom de Kielce va ser un brot de violència contra la concentració de refugiats del centre comunitari jueu a la ciutat de Kielce, Polònia, el 4 de juliol de 1946 per part de soldats, oficials de policia i civils polonesos durant els quals van morir 42 jueus i més de 40 van ser ferits. Més tard, els tribunals polonesos van condemnar a mort a nou dels atacants en relació amb els crims.
Com a pogrom més mortal contra els jueus polonesos després de la Segona Guerra Mundial, l'incident va ser un punt significatiu en la història de la postguerra dels jueus a Polònia. Va tenir lloc només un any després del final de la Segona Guerra Mundial i l'Holocaust, i va sorprendre els jueus a Polònia, els polonesos no jueus i la comunitat internacional. Ha estat reconegut com a catalitzador de la fugida de Polònia de la majoria de jueus polonesos restants que havien sobreviscut a l'Holocaust.

## Antecedents

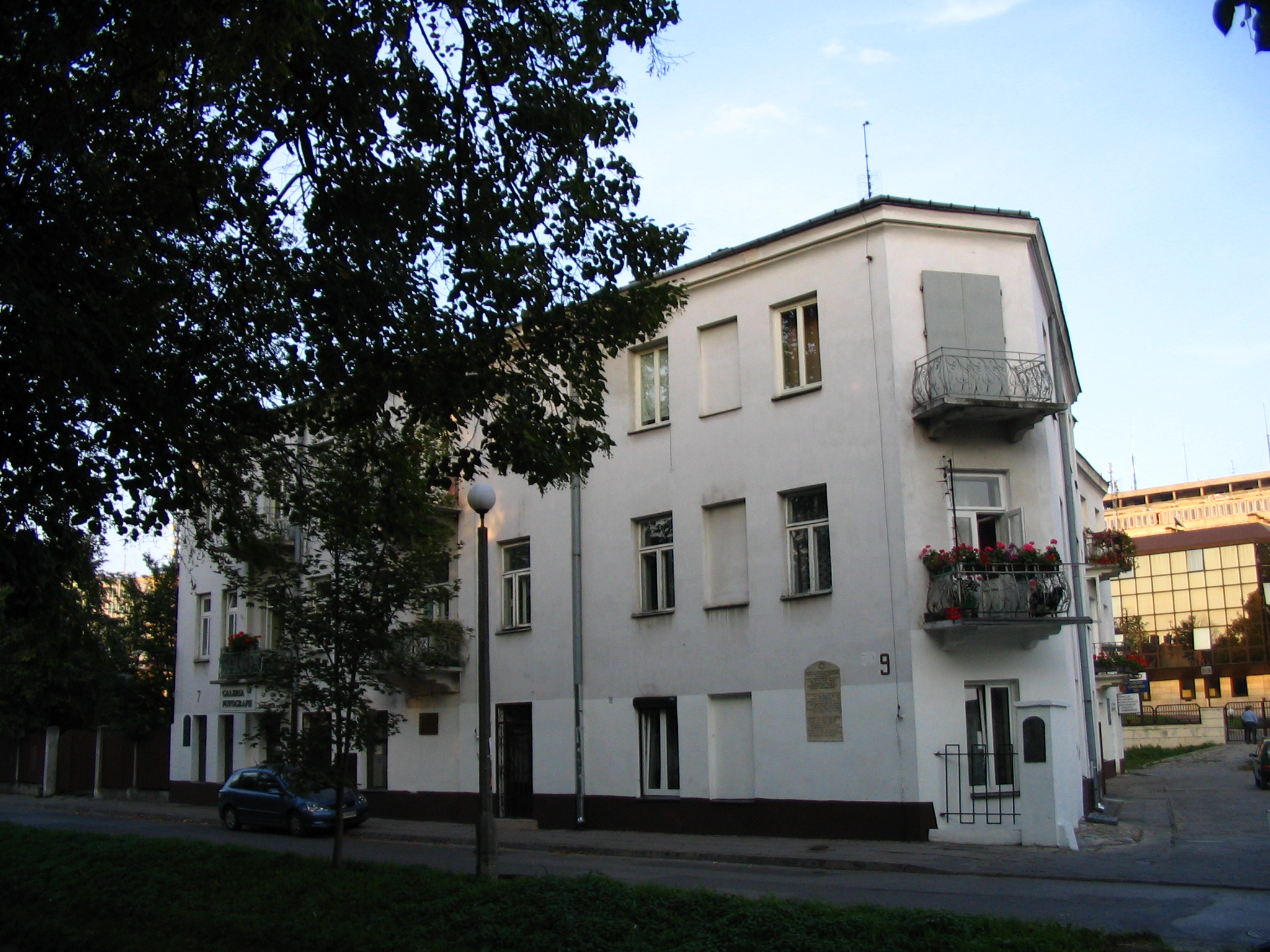
Ulica Planty 7, Kielce

Les relacions entre polonesos i jueus no jueus ja eren tenses abans de la guerra, ja que la propaganda antisemita era estesa per membres del parlament i el clergat. Segons Alina Skibińska i Joanna Tokarska-Bakir, durant la dècada de 1930 "les relacions entre les comunitats ... van començar a assemblar-se cada cop més a l'apartheid".
Durant l'ocupació alemanya de Polònia, Kielce i els pobles que l'envoltaven van ser completament netejats ètnicament pels nazis de la seva comunitat jueva d'abans de la guerra, la majoria dels quals van morir a l'Holocaust. L'estiu de 1946, uns 200 jueus, molts d'ells antics residents a Kielce, havien tornat dels camps de concentració nazi o del refugi a la Unió Soviètica. Sobre 150-160 d'ells estaven allotjats en un sol edifici administrat pel Comitè jueu de Kielce Voivodeship al Planty, un petit carrer al centre de la ciutat.
L'1 de juliol de 1946, un noi polonès de vuit anys no jueu, Henryk Błaszczyk, es va denunciar la seva desaparició, pel seu pare Walenty Błaszczyk. Segons el pare, al seu retorn dos dies després, el noi va afirmar que havia estat segrestat per un home desconegut, presumptament un jueu o un gitano. Dos dies després, el noi, el seu pare i el veí van anar a una estació local de la Milícia Cívica (cos policial controlat per l'estat). Quan passava per davant de la "casa jueva" al carrer Planty número 7, Henryk va assenyalar un home proper que, segons va dir, l'havia empresonat al celler de la casa. A la comissaria de policia, Henryk va repetir la seva història que havia estat segrestat i va especificar els jueus i la seva casa com a implicats en la seva desaparició. Una patrulla de la Milícia Cívica formada per més d'una dotzena d'homes va ser llavors enviada a peu pel comandant de l'estació Edmund Zagórski per escorcollar la casa del número 7 del carrer Planty del lloc on presumptament s'havia mantingut Henryk.
Tot i que la denuncia de segrest es va retirar ràpidament, Henryk Błaszczyk va romandre públicament en silenci sobre els fets fins al 1998, quan, en una entrevista a un periodista polonès, va admetre que mai no va ser segrestat, sinó que vivia amb una "família desconeguda" al poble proper i va ser tractat bé. Va percebre la seva desaparició com si el seu pare fos completament conscient del que passava i concertada pel servei de seguretat comunista. Després de tornar a casa, el seu pare li va manar categòricament que no discutís res del que passés i que reafirmés només la història del "segrest jueu" si mai se li demanava. Va ser amenaçat de callar molt després del 1946, cosa que va fer per por fins al final del govern comunista a Polònia.
La milícia cívica va donar a conèixer els rumors del segrest i va anunciar a més que tenien previst buscar els cossos de nens polonesos no jueus suposadament assassinats ritualment i mantinguts a la casa, cosa que va provocar la reunió d'espectadors civils. Es va produir un enfrontament entre les forces de la milícia i els oficials del Ministeri de Seguretat Pública de Polònia (UBP), que havia estat cridat per la sospita que l'incident era una "provocació" jueva per provocar el malestar.
Durant el matí, el cas va arribar a l'atenció d'altres òrgans estatals i militars locals, inclòs l'Exèrcit Popular Polonès (LWP - exèrcit regular controlat comunista), el Cos de Seguretat Interna (KBW, ministeri de l'interior paramilitar) i la Direcció Principal d'Informació. de l'exèrcit polonès (GZI WP, intel·ligència militar i contraintel·ligència). Uns 100 soldats i cinc oficials van ser enviats al lloc cap a les deu del matí. Els soldats no estaven familiaritzats amb les circumstàncies, però aviat van recollir els rumors de la gent del carrer, que en aquest moment va començar a llençar l'edifici amb pedres.

## Esclat de violència
La Milícia Cívica i els soldats van irrompre a la força a l'edifici només per descobrir que no contenia cap nen segrestat tal com es va afirmar. Els habitants de la casa, que tenien els permisos adequats per portar armes per a la defensa personal, van rebre l'ordre de lliurar les seves armes i abandonar els objectes de valor. Algú (no és clar qui) va començar a disparar una arma. Civic Militia i KBW van obrir foc, matant i ferint diverses persones a l'edifici. Com a resposta, es van disparar des del bàndol jueu matant dos o tres polonesos no jueus, inclòs un oficial de la Milícia Cívica. El cap del comitè jueu local, el doctor Seweryn Kahane, va ser mortalment ferit per un oficial de GZI WP mentre trucava a l'oficina de seguretat pública de Kielce per obtenir ajuda. Alguns sacerdots locals van intentar entrar a l'edifici, però van ser detinguts per oficials de la milícia, que van prometre controlar la situació.
Després dels primers assassinats a l'interior de l'edifici, nombrosos jueus van ser expulsats per soldats i després atacats amb pedres i porres per civils que s'amuntegaven als carrers dels voltants. Al migdia, l'arribada d'un grup nombrós de 600 a 1.000 treballadors procedents de la siderúrgia de Ludwików, liderada per activistes del partit polonès dels treballadors polonès (PPR, partit comunista), va obrir la següent etapa del pogrom. Aproximadament 20 jueus van ser assassinats a mort pels treballadors armats amb barres de ferro i bastons. Alguns dels treballadors eren membres de l'ORMO (milícia voluntària de reserva) i almenys un posseïa una pistola. Ni els caps militars ni de seguretat, inclòs un assessor de l'exèrcit soviètic, ni els líders cívics locals, van intentar evitar l'agressió. Una unitat de cadets de la Milícia Cívica que també va arribar al lloc no va intervenir, però alguns dels seus membres es van unir al saqueig i la violència que van continuar dins i fora de l'edifici.
Entre els jueus assassinats, nou havien mort a trets, dos van morir amb baionetes i la resta van ser apallissats o apedregats. Entre els morts hi havia dones i nens. La multitud també va matar una infermera jueva (Estera Proszowska), a qui els atacants havien confós amb una dona polonesa que intentava ajudar els jueus. Dos jueus que no residien a l'habitatge del carrer Planty també van ser assassinats aquest dia en incidents separats. Regina Fisz, el seu fill de 3 setmanes, i un home van ser segrestats a casa seva al carrer Leonarda 15 per un grup de 4 homes dirigits pel caporal de la Milícia Cívica Stefan Mazur. Van ser robats i expulsats de la ciutat, on Regina i el seu bebè van ser afusellats mentre suposadament intentaven escapar, mentre que la seva amiga va aconseguir escapar. Entre els morts hi havia tres polonesos no jueus. Dos militars estatals uniformats van morir en intercanvis de trets, molt probablement afusellats per jueus que es defensaven. La causa de la mort del tercer home continua sent inexplicable.

## Cessament de la violència
El pogrom va acabar aproximadament a les 3:00 amb l'arribada de noves unitats de seguretat d'una propera Acadèmia de Seguretat Pública, avançada pel coronel Stanisław Kupsza, i tropes addicionals de Varsòvia. Després d'haver rebutjat els trets d'advertència, per ordre del major Kazimierz Konieczny, les noves tropes van restablir ràpidament l'ordre, van enviar guàrdies i van retirar tots els supervivents i els cadàvers de l'habitatge i la seva proximitat.
La violència, però, no va cessar. Els jueus ferits que eren traslladats a l'hospital local van ser colpejats i robats per soldats i els ferits van ser agredits a l'hospital per altres pacients. Una multitud civil es va apropar a un dels hospitals i va exigir que es lliuressin els jueus ferits, però el personal de l'hospital es va negar.
Els trens que passaven per l'estació de ferrocarril principal de Kielce van ser examinats per als jueus per civils i guàrdies ferroviaris de la SOK, cosa que va provocar l'assassinat d'almenys dos passatgers. Fins a 30 persones més poden haver estat assassinades d'aquesta manera, ja que es va informar que els assassinats en tren van continuar durant diversos mesos després del pogrom. El trastorn a gran escala de Kielce va acabar finalment unes nou hores després de començar. La polonesa Julia Pirotte, coneguda fotoperiodista francesa de la Resistència francesa, va fotografiar les seqüeles immediates del pogrom.

## Seqüeles

### Intents de culpar els nacionalistes polonesos
Una reacció immediata del govern comunista de Polònia va ser intentar culpar el pogrom als nacionalistes polonesos, al·legant que els membres uniformats de formacions anticomunistes que donaven suport al govern polonès a l'exili estaven exigint la multitud. En el funeral de les víctimes jueves, el ministre de Seguretat Pública, Stanisław Radkiewicz, va afirmar que el pogrom era "un fet comès pels emissaris del govern polonès a Occident i el general Anders, amb l'aprovació dels soldats de l'exèrcit interior". Altres primeres declaracions oficials de l'època van seguir aquesta línia.
Com que se sap que el milicià i l'exèrcit van participar en el pogrom des dels seus inicis, això ha donat lloc a la idea que el pogrom va ser deliberadament incitat pels comunistes a desacreditar el govern a l'exili (possiblement per distreure l'atenció del referèndum manipulat que havia tingut lloc a finals de juny de 1946). Quan va quedar clar després dels judicis que no es podia culpar als nacionalistes, el govern va abandonar ràpidament aquesta línia de propaganda.
El règim comunista va oposar-se a una investigació addicional sobre les circumstàncies de la massacre fins a l'era de Solidaritat, quan el desembre de 1981 es va publicar un article al diari Solidaritat Tygodnik Solidarność. No obstant això, el retorn del govern repressiu va fer que no es pogués accedir als fitxers per a la investigació fins després de la caiguda del comunisme el 1989, moment en què havien mort molts testimonis oculars. Aleshores es va descobrir que molts dels documents relacionats amb el pogrom havien estat presumptament destruïts per foc o deliberadament per part de les autoritats militars.
Per aquestes raons, el debat sobre els orígens del pogrom ha estat controvertit. Alguns afirmen que va ser una provocació deliberada dels comunistes per desprestigiar l'oposició. Alguns afirmen que va ser un incident espontani antisemita que després va ser explotat pel govern. Altres han acusat la jerarquia de l'Església Catòlica Romana a Polònia de passivitat durant el pogrom i les seves conseqüències. El fet que diversos jueus ocupessin càrrecs importants al partit comunista polonès i als serveis de seguretat també va afectar el sentiment popular. La prova documentada insuficient limita significativament la investigació històrica.

### Judicis
Entre el 9 i l'11 de juliol de 1946, dotze civils (un d'ells aparentment amb minusvalidesa psíquica) van ser arrestats pels oficials del MBP com a autors del pogrom. Els acusats van ser jutjats pel Tribunal Militar Suprem en un judici demostratori conjunt. Nou van ser condemnats a mort i executats l'endemà per un fusilament a les ordres del líder comunista polonès Bolesław Bierut. Els tres restants van rebre sentències de presó que van des dels set anys fins a la vida. Segons l'autor Krzysztof Kąkolewski (Umarły cmentarz), els dotze havien estat recollits de la multitud vigilant per la policia secreta.

A part del comandant de la Milícia Cívica de la Voivodat de Kielce, el major Wiktor Kuźnicki, que va ser condemnat a un any per "no aturar la multitud" (va morir el 1947), només un oficial de la milícia va ser castigat, pel robatori de sabates d'un cadàver. Es va acceptar l'explicació de Mazur sobre l'assassinat de la família Fisz. Mentrestant, el cap regional de la UBP, el coronel Władysław Sobczyński, i els seus homes van ser netejats de qualsevol ofensa. La reacció oficial al pogrom va ser descrita per Anita J. Prazmowska a la història de la guerra freda, vol. 2, núm. 2:
Nou participants al pogrom van ser condemnats a mort; altres tres van rebre llargues penes de presó. Milicians, militars i funcionaris de la UBP van ser jutjats per separat i, inesperadament, tots, a excepció de Wiktor Kuznicki, comandant de la MO, condemnat a un any de presó, no va ser declarat culpable de "no haver pres cap mesura per aturar la multitud de cometre delictes ". Clarament, durant el període en què es van iniciar les primeres investigacions i el judici, amb tota probabilitat s'havia pres una decisió de motivació política de no continuar amb accions disciplinàries. Tot i les proves molt inquietants que van sorgir durant les entrevistes prèvies al judici. És del tot factible que s'haguessin donat instruccions per no castigar els comandants de MO i UBP a causa del caràcter políticament sensible de les proves. Les proves escoltades pel fiscal militar van revelar importants debilitats organitzatives i ideològiques dins d'aquests dos serveis de seguretat. 
El veí de la família Błaszczyk que originalment havia suggerit a Henryk que havia estat segrestat per jueus va ser jutjat posteriorment, però absolt.

### Efectes sobre l'emigració jueva de Polònia
La crueltat dels assassinats va posar fi a les expectatives de molts jueus que podrien reassentar-se a Polònia després del final de l'ocupació alemanya nazi i va precipitar un èxode massiu de jueus polonesos. Bożena Szaynok, historiadora de la Universitat de Wrocław, va estimar que des del juliol de 1945 fins al juny de 1946 uns cinquanta mil jueus van creuar il·legalment la frontera polonesa. El juliol de 1946, gairebé vint mil van decidir iniciar una nova vida a l'estranger. El ministre polonès Marian Spychalski, motivat per motius polítics i humanitaris, va signar un decret que permetia als jueus marxar oficialment sense visats ni permisos de sortida, i l'emigració jueva de Polònia va augmentar dràsticament. L'agost de 1946 el nombre d'emigrants augmentà fins als trenta mil. El setembre de 1946, dotze mil jueus van abandonar Polònia.
A la primavera de 1947, van escriure Bernhard i Szlajfer, el nombre de jueus a Polònia –en gran part que arribava de la Unió Soviètica– va disminuir de 240.000 a 90.000 a causa de la migració massiva. Gran Bretanya va exigir a Polònia que aturés l'èxode jueu, però la seva pressió va fracassar en gran part. La fugida (berihah) dels jueus va estar motivada per l'absència de vida jueva post-holocaust a Polònia, així com per la furiós guerra civil contra l'adquisició dels comunistes, tant com els esforços d'un fort lobby jueu polonès a l'Agència jueva. el nivell de vida més alt i privilegis especials per als immigrants de Polònia. Yitzhak Raphael, director del Departament d'Immigració –que va fer pressió a favor dels refugiats polonesos–, va insistir en el seu tracte preferent a Israel, va escriure Devorah Hakohen.

### Reacció de l'Església catòlica
Sis mesos abans del pogrom de Kielce, durant la celebració de Hanukkah, s'havia llançat una magrana de mà a la seu de la comunitat jueva local. El Consell de la Comunitat Jueva s'havia adreçat al bisbe de Kielce, Czesław Kaczmarek, demanant-li que amonestés el poble polonès que s'abstingués d'atacar els jueus. El bisbe es va negar, responent que "mentre els jueus es concentressin en el seu negoci privat, Polònia estigués interessada en ells, però en el moment en què els jueus van començar a interferir en la política i la vida pública poloneses, van insultar la sensibilitat nacional dels polonesos".
Observacions similars van ser pronunciades pel bisbe de Lublin, Stefan Wyszyński, quan va ser abordat per una delegació jueva. Wyszyński va afirmar que l'hostilitat generalitzada envers els jueus va ser provocada pel suport jueu del comunisme (hi havia una percepció generalitzada que els jueus donaven suport a l'administració comunista instal·lada pels soviètics a Polònia; vegeu Żydokomuna), que també havia estat la raó per la qual "els alemanys van assassinar Nació jueva ". Wyszyński també va donar certa crèdit a les històries de difamació de la sang, comentant que la qüestió de l'ús de la sang cristiana mai no es va aclarir del tot.
La posició controvertida de l'Església Catòlica Romana polonesa envers la violència anti-jueva va ser criticada pels ambaixadors nord-americans, britànics i italians a Polònia. Els informes del pogrom de Kielce van causar una gran sensació als Estats Units, cosa que va fer que l'ambaixador nord-americà a Polònia insistís que el cardenal August Hlond celebrés una conferència de premsa i explicés la posició de l'església. En la conferència celebrada l'11 de juliol de 1946, Hlond va condemnar la violència, però no la va atribuir a causes racials, sinó a rumors sobre l'assassinat de nens polonesos per part de jueus. Hlond va donar la culpa del deteriorament de les relacions jueves i poloneses a la col·laboració amb els ocupants comunistes recolzats pels soviètics, jueus que "ocupaven llocs de lideratge a Polònia en la vida estatal". Aquesta posició es va fer ressò del clergat rural polonès i del cardenal Sapieha, que segons els informes van declarar que els jueus se l'havien imposat.

### Altres reaccions
L'historiador Łukasz Krzyżanowski va analitzar les reaccions al pogrom i va concloure: "En poques paraules, el pogrom de Kielce va tenir aprovació en molts cercles". Documenta que algunes reunions celebrades per commemorar les víctimes van ser interrompudes per crits antisemites i que grups de treballadors no van poder arribar a un acord per aprovar resolucions que condemnessin el pogrom.

## Evidències de la participació soviètica
Algunes fonts afirmen que la massacre va ser iniciada pels cossos de seguretat comunistes recolzats pels soviètics amb finalitats propagandístiques, intentant desacreditar la postura anticomunista de Polònia i mantenir el control totalitari sobre el país. A mesura que es van destruir els expedients de casos més secrets, la investigació acadèmica està en curs sobre la possible coordinació secreta amb el NKVD per part de les autoritats 'poloneses' controlades pels comunistes de Moscou. Hi ha hagut una considerable controvèrsia sobre la possible incitació exterior. Es va plantejar la idea que l'esdeveniment va ser provocat o inspirat en secret pels serveis d'intel·ligència soviètics i es van oferir diversos escenaris similars. La investigació postcomunista encara no n'ha demostrat cap, a causa que els rastres de paper (vegeu més avall) hagin estat destruïts per agents d'intel·ligència controlats pels comunistes, tot i que un oficial del NKVD va estar present en els disturbis. El 2001-2004, l'Institut de Memòria Nacional (IPN) va dur a terme una investigació sobre el pogrom i va tancar el cas afirmant (sense entrar en detalls) que els fets del 4 de juliol de 1946 van ser el resultat d'un contratemps. Un altre comunicat publicat per l'IPN dos anys després va confirmar només que quatre dècades després del fet que la policia de seguretat polonesa controlada pels soviètics seguís destruint el rastre de paper restant sota la direcció del general. Czesław Kiszczak.
Aleksander Wat, Tadeusz Piotrowski, lògic Abel Kainer (Stanisław Krajewski), i Jan Śledzianowski, al·leguen que els esdeveniments formaven part d'una acció molt més àmplia organitzada per la intel·ligència soviètica en països controlats pel Unió Soviètica (es va produir un pogrom molt similar a Hongria) i que es van utilitzar agències dominades pels soviètics com la UBP en la preparació del pogrom de Kielce. Comandants comunistes i soviètics polonesos es trobaven a la localitat. El més notable va ser l'expert jueu Nathan Spychaj (també conegut com Natan Shpilevoi o Szpilevoy), germà d'un alt funcionari del règim polonès de titelles de Stalin, així com Mikhail Diomin, un oficial de gran rang del GRU per a operacions especials. També era estrany que nombroses tropes de formacions de seguretat estiguessin presents al lloc i no impedissin que la "multitud" es reunís, en un moment en què fins i tot una concentració de cinc persones es considerava sospitosa i controlada immediatament.
Michael Checinski, antic oficial de contraintel·ligència militar polonès, va emigrar als Estats Units després de la crisi política polonesa del 1968, on va publicar el seu llibre on afirma que els esdeveniments del pogrom de Kielce eren una acció ben planificada de la intel·ligència soviètica a Polònia, amb el paper principal en la planificació i control dels esdeveniments que juga Diomin, i amb els assassinats comesos per alguns polonesos, inclosos policies policials i oficials militars.
El 19 de juliol de 1946, l'exfiscal general en cap, Henryk Holder, va escriure a la carta al subdirector general del LWP, Marian Spychalski, que "sabem que el pogrom no era només una culpa de la policia i l'exèrcit que custodiaven la gent de la ciutat i els seus voltants. Kielce, però també membres del govern oficial que hi van participar ".
Una línia argumental que implica inspiració externa és la següent: El referèndum de 1946 va demostrar que els comunistes tenien poc recolzament i que només amb un frau electoral podia guanyar la majoria dels sufragis controlats acuradament; per tant, s'ha al·legat que la UBP va organitzar la pogrom per distreure l'atenció dels mitjans de comunicació del món occidental del referèndum inventat. Un altre argument per a l'ús de l'incident com a distracció va ser la pròxima sentència sobre la massacre de Katyn en els processos de Nuremberg, que els comunistes van intentar apartar l'atenció internacional, situant els polonesos en un punt de vista desfavorable (el pogrom va passar el 4 de juliol, el mateix dia el cas Katyn va començar a Nuremberg, després que els fiscals soviètics acusessin falsament els nazis de la massacre que van cometre els mateixos soviètics el 1940).
Jan T. Gross al seu llibre, Fear: Anti-Semitism in Poland after Auschwitz, ofereix una interpretació una mica diferent i més matisada. Gross, tot i estar d'acord que el crim no va ser iniciat per una multitud, sinó per la policia comunista, i que implicava persones de tots els àmbits de la vida, excepte el més alt nivell de funcionaris governamentals de la ciutat, va escriure la indiferència de la majoria dels polonesos a l'holocaust jueu combinat amb les demandes de devolució de béns jueus confiscats durant la Segona Guerra Mundial van crear un clima de violència contra els jueus.

## Commemoració
Després de la caiguda del comunisme, es van descobrir diverses plaques commemoratives a Kielce. El 1990 es va donar a conèixer la primera placa després de la implicació del llavors president polonès Lech Wałęsa. El 4 de juliol de 2006, a Kielce, es va dedicar un monument de l'artista Jack Sal, fundat a la ciutat de Nova York, titulat White / Wash II, que commemorava les víctimes, en el 60è aniversari del pogrom. En la cerimònia de dedicació, una declaració del president de la República de Polònia, Lech Kaczyński, va condemnar els fets com un "crim i una gran vergonya per als polonesos i una tragèdia per als jueus polonesos". La declaració presidencial afirmava que a la Polònia democràtica actual no hi ha "cap lloc per a l'antisemitisme" i va evitar qualsevol generalització de la imatge antisemita de la nació polonesa com a estereotip. Un altre monument destinat a ser una tomba representativa de les víctimes, es va donar a conèixer a la ciutat el 2010.